# Clemente Cancela
Leandro Clemente Saad Cancela (Buenos Aires; 10 de octubre de 1977) es un periodista y actor argentino. Actualmente forma parte de Urbana Play.

## Trayectoria
Luego de cursar sus estudios secundarios, Cancela ingresó a la Universidad de Buenos Aires a estudiar la carrera de Letras, pero abandonó para cursar Ciencias de la Comunicación, carrera que tampoco finalizó.
Entre 1998 y 2000 cursó periodismo en TEA, donde conoció a futuros colegas y fundó junto a un grupo de compañeros la revista en línea "El Cazador Oculto", en la que escribió sus primeros artículos. En esa época fue convocado por dos de sus docentes para colaborar en proyectos en radio. En 2001 escribió en la publicación de distribución gratuita "Calles Buenos Aires" y fue editor de noticias del extinto portal de Internet StarMedia.
En 2002 se acercó a la productora Cuatro Cabezas, de Mario Pergolini y Diego Guebel, a ofrecerse como productor  de Caiga Quien Caiga en El Trece. Pese a no tener experiencia en ese medio, participó de un casting  y fue contratado. Desde ese entonces, Clemente Cancela se dedicó a cubrir política nacional y viajar a eventos nacionales e internacionales. Como productor viajó a elecciones presidenciales, provinciales y al Jefe de Gobierno en Argentina, tres festivales de cine en Cannes, el Festival de Cine de Tribeca, innumerables campañas políticas, la asunción del Papa Benedicto XVI en Roma, el Mundial de Fútbol de 2006, cumbres presidenciales, premios internacionales como los MTV Music Awards y Movie Awards en Estados Unidos, premios Laureus al deporte en España, una Copa América en Venezuela 2007, estrenos de películas, giras presidenciales y hasta un festival de pornografía en Los Ángeles.
También viajó a las elecciones presidenciales en Estados Unidos en 2004 y realizó un informe sobre Crawford, el pueblo donde tiene su rancho George W. Bush, quien fue reelecto en su cargo en esa oportunidad.
En 2008 viajó nuevamente a Estados Unidos para  las campañas presidenciales y las elecciones del 4 de noviembre, en las que Barack Obama se convirtió en el primer afroamericano en llegar a la Casa Blanca. Clemente Cancela estuvo presente en el Parque Grant de Chicago, donde Obama dio su primer discurso como presidente electo de su país.

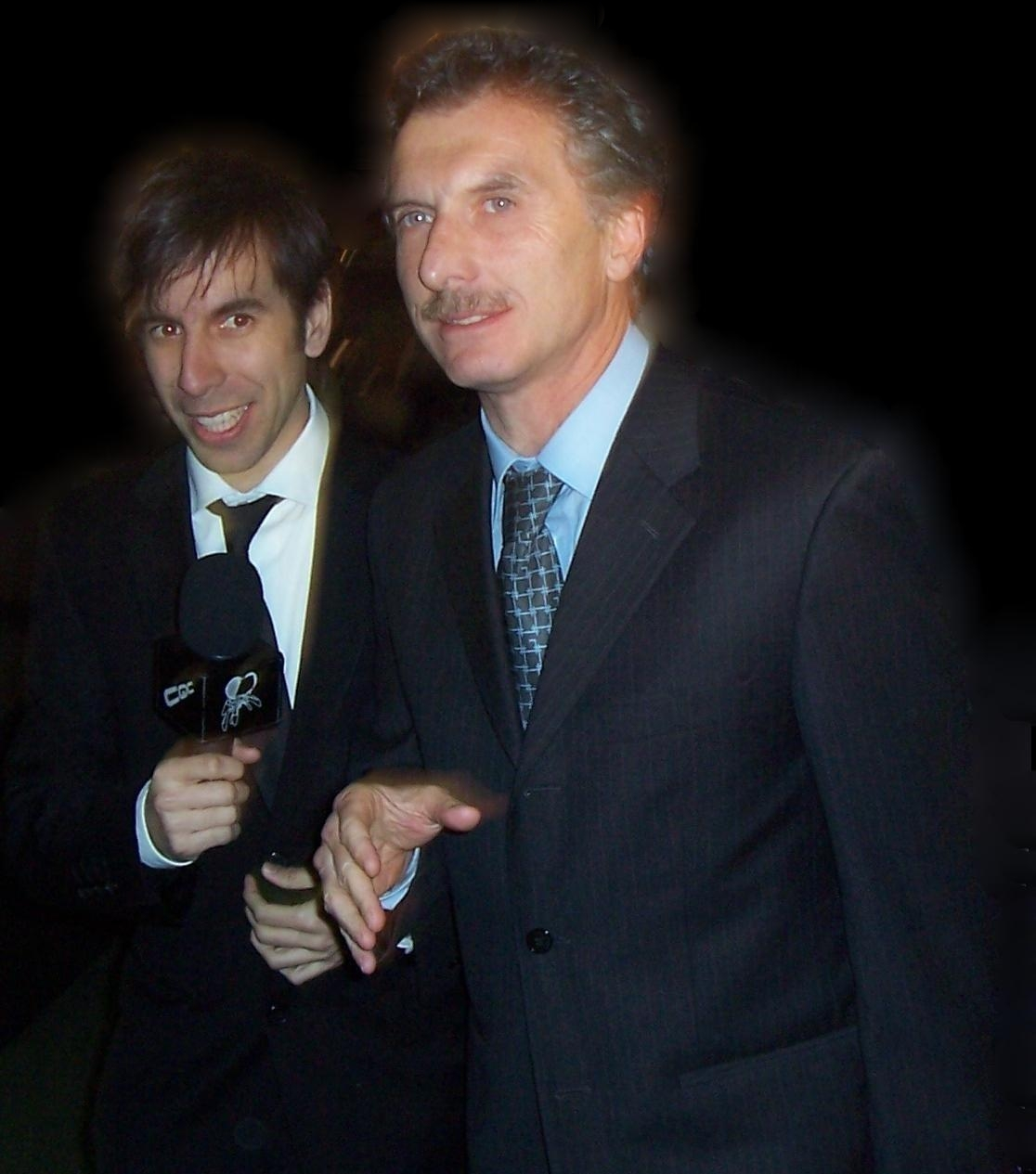
Cancela entrevistando a Mauricio Macri en 2009, Jefe de Gobierno de Buenos Aires / Expresidente de Argentina

Ha entrevistado a gran parte de la plana política de la Argentina, como Mauricio Macri, Néstor Kirchner, Cristina Fernández de Kirchner, Horacio Rodríguez Larreta y muchos más; a políticos internacionales como Hugo Chávez y Donald Trump, entre otros; a figuras del deporte mundial como Diego Maradona, Juan Pablo Sorin, Lionel Messi, Rudi Voeller, René Higuita, Roger Milla, Carlos Valderrama, Kun Agüero, Jaap Stam y a estrellas del espectáculo internacional como Hayden Christensen, Denzel Washington, Cameron Diaz, Paul Reubens, Keanu Reeves, David Hasselhoff, Robert Rodriguez, Roger Moore, Snoop Dogg, entre otros.
Desde 2009 al 2013 integró el equipo de cronistas del programa de televisión Caiga Quien Caiga (en Argentina). En 2008 recibió el premio Estímulo al Periodismo Joven que entrega TEA. 
Durante 2008 también formó parte del ciclo La Liga. 
Fue nominado tres veces al premio Martín Fierro en la categoría Labor Periodística.
En 2010 fue coconductor del programa radial "Último Bondi" junto a Diego  Iglesias en AM 750. 
Entre 2011 y 2018 condujo "Gente Sexy", entre 2011 y 2013 en FM Blue 100.7. Desde 2014 el programa paso a transmitirse por FM Rock & Pop, de lunes a viernes de 16hs a 18hs. Allí entrevista a personajes de la cultura, espectáculo, política y más junto a Santiago Calori, Sebastián De Caro, Joe  Fernández,  y un grupo de columnistas, como Martín Lipszyc, Alexis Valido, Federico Wiemeyer y Dario Sztajnszrajber, entre otros.
En 2014 se convertiría en uno de los coconductores de CQC junto a Roberto Petinatto y Gonzalo Rodríguez.
En 2016 condujo el programa de preguntas y respuestas: "Desordenados", por  Crónica TV.
Desde 2021 integra Todo Pasa con Matías Martin, Emilse Pizarro y Juan Ferrari.
En el 2022 conduce el programa Pasarla Bien junto a Diego Della Sala por Radio con Vos.

## Vida personal
Cancela sigue una dieta vegetariana.

## Participación en medios gráficos
- Calles Buenos Aires (revista social y cultural)

## Participación en cine programas de TV y radio
- En el año 2009 tuvo un pequeño un pequeño papel en la película 100% Lucha y el amo de los clones.
- En el año 2010 participó en un capítulo de Todos contra Juan 2.
- En el año 2011 actuó en la película Mi primera boda dirigida por Ariel Winograd.
- En el año 2011 hizo un cameo en la película El destino del Lukong dirigida por Gonzalo Roldán.[3]
- En el año 2011 actuó en dos capítulos del programa Sr. y Sra. Camas.
- En el año 2011 participó en dos episodios de Los Sónicos.
- En enero de 2012 participó en el programa Medios locos por Televisión Pública, con la conducción de Maju Lozano.
- En el año 2013 actuó en la película 20.000 besos dirigida por Sebastián De Caro.
- En el año 2016 fue presentador del programa de preguntas y respuestas Desordenados por  Crónica TV.
- En el año 2019, es conductor del programa Detrás de cena por el Canal de la Ciudad.